# Eötvös József-koszorú
Az Eötvös József-koszorú az Eötvös József íróról elnevezett egyik elismerés.
A Magyar Tudományos Akadémia Elnöksége az 1992. decemberi rendkívüli Közgyűlés határozatának nyomán 1/1993. számú határozatával a kiemelkedő tudományos életmű elismerésére „Eötvös József Koszorú” elnevezéssel kitüntetést alapított, amely díszoklevélből, ezüstéremből és jelvényből áll. A kitüntetett személy jogosult a „Laureatus Academiae” vagy „Laureata Academiae” cím használatára.

## Díjazottak

### 2023[2]
- Bazsa György kémikus
- Csepeli György szociológus
- Hangos Katalin kémikus
- Iglói Ferenc fizikus
- Komoly Sámuel neurológus
- Márki László matematikus
- Máthé Imre biológus
- Ördög Vince biológus
- Pritz Pál történész
- Szajbély Mihály irodalomtörténész

### 2020
- Hegedűs István, a műszaki tudomány doktora, a Budapesti Műszaki és Gazdaságtudományi Egyetem professor emeritusa [a díjat 2021 májusában vette át][3]
- Nagy Géza, a kémiai tudomány doktora, a Pécsi Tudományegyetem Természettudományi Kar professor emeritusa
- Nagy Imre, az MTA doktora, a Pécsi Tudományegyetem Bölcsészettudományi professor emeritusa
- Neményi Mária, az MTA doktora
- Szabad János, a biológiai tudomány doktora, a Szegedi Tudományegyetem professor emeritusa
- Szenci Ottó, az MTA doktora, az Állatorvostudományi Egyetem professor emeritusa
- Szőkefalvi-Nagy Zoltán, a fizikai tudomány doktora, a WIGNER Fizikai Kutatóközpont Részecske- és Magfizikai Intézet kutató professor emeritusa[4]

### 2015
- Bernáth Árpád - az MTA doktora
- Gáspár László - a közlekedéstudomány doktora
- Geszti Tamás Béla - a fizikai tudomány doktora
- Hegyi Klára - az MTA doktora
- Jeney András Iván - az orvostudomány doktora
- Ovádi Judit - a biológiai tudomány doktora
- Szépvölgyi János - az MTA doktora

### 2014
- Gallé László - biológiai tudomány doktora
- Kuszmann János - kémiai tudomány doktora
- Móricz Ferenc - matematikai tudomány doktora
- Szabó Katalin - közgazdaság-tudomány doktora
- Szederkényi Tibor - földtudomány doktora
- Szűcs István - közgazdaság-tudomány doktora
- Voigt Vilmos - néprajztudomány doktora

### 2013
- Bertényi Iván - történelemtudomány doktora
- Csanády Miklós - orvostudomány doktora
- Csikor Ferenc - fizikai tudomány doktora
- Marton Katalin - MTA doktora
- Molnár Kálmán - állatorvos-tudomány doktora
- Somlai Péter - szociológiai tudomány kandidátusa
- Zombory László - műszaki tudomány doktora

### 2012
- Dézsi István - fizikai tudomány doktora
- Hideg Kálmán - kémiai tudományok doktora
- Makk Ferenc - történelemtudomány doktora
- Módis László - orvostudomány doktora
- Perner Ferenc - orvostudomány doktora
- Posgay Károly - műszaki tudomány doktora
- Sárosi Bálint - zenetudomány doktora

### 2011
- Báldi Tamás - földtudományok doktora
- Fésűs László - állatorvos-tudomány doktora
- Józan Péter - orvostudomány doktora
- Lantos Béla - műszaki tudományok doktora
- Nagy József - neveléstudomány doktora
- Tamássy Lajos - matematikai tudományok doktora
- Varga Zoltán Sándor - biológiatudományok doktora

### 2010
- Fried István - irodalomtudomány doktora
- Gallyas Ferenc - biológiai tudományok doktora
- Nagyné Szegvári Katalin - állam- és jogtudomány doktora
- Nyíri András - műszaki tudomány doktora
- Schneider Gyula - kémiai tudomány doktora
- Somorjai Endre - fizikai tudományok doktora
- Szendrő Péter - mezőgazdasági tudomány doktora

### 2009
- Bencze Pál - műszaki tudomány doktora
- Kenyeres Zoltán - irodalomtudomány doktora
- Machovich Raymund - biológiai tudomány doktora
- Marton Magda - pszichológiai tudomány doktora
- Szabados József - matematikai tudomány doktora
- Szepesy László - kémiai tudományok doktora
- Udvardy Andor - biológiai tudomány doktora

### 2008
- Bencze Gyula - fizikai tudományok doktora
- Benedeczky István - biológia tudomány doktora
- Bényei András - műszaki tudomány doktora
- Bíró Ferenc - irodalomtudomány doktora
- Csáki Endre - matematikai tudományok doktora
- Szilágyi György - közgazdaság tudományok doktora

### 2007
- Berényi István, a földrajztudomány doktora
- Kalicz Nándor, a történettudomány doktora
- Kovács László, az orvostudomány doktora
- Loch Jakab, a mezőgazdasági tudomány doktora
- Molnár Imre, az állam- és jogtudomány doktora
- Paál Zoltán, a kémiai tudomány doktora
- Tompa Kálmán, a fizikai tudomány doktora

### 2006
- Farkas Miklós, a matematikai tudomány doktora
- Király Péter, a nyelvtudomány doktora
- Lajtha György, a műszaki tudomány doktora
- Nyitrai Ferencné, a közgazdasági tudomány doktora
- Pais István, a mezőgazdasági tudomány doktora
- Schuler Dezső, az orvostudomány doktora
- Varga József, a kémiai tudomány doktora

### 2005
- Csákány Béla, a matematikatudomány doktora
- Kárpáti János, a zenetudomány doktora
- Kubovics Imre, a földtudomány doktora
- Pócsik György, a fizikai tudomány doktora
- Zoltai Dénes, a filozófiai tudomány doktora
- Woynárovich Elek, a mezőgazdasági tudomány doktora

### 2004
- Ács Tibor, a hadtudomány doktora
- Balogh István, a történelemtudomány doktora
- Bánhidi László, a műszaki tudomány doktora
- Bernáth Gábor, a kémiai tudomány doktora
- Götz Gusztáv, a földtudomány doktora
- Juhász-Nagy Sándor, az orvostudomány doktora
- Salánkiné Rózsa Katalin, a biológiai tudomány doktora

### 2003
- Braun Tibor, a kémiai tudomány doktora
- Dulácska Endre, a műszaki tudomány doktora
- Gyarmati Borbála, a fizikai tudomány doktora
- Lackó Miklós, a történelemtudomány doktora
- Mőcsényi Mihály, a mezőgazdasági tudomány doktora
- Román Zoltán, a közgazdaságtudomány doktora
- Sugár János, az orvostudomány doktora

### 2002
- Alföldi László, a földtudomány doktora
- Barna B. Péter, az MTA doktora
- Bécsy Tamás, az irodalomtudomány doktora
- Eiben Ottó, a biológiai tudomány doktora
- Fried Ervin, a matematikai tudomány doktora
- Jenser Gábor, a mezőgazdasági tudomány doktora
- Weiss Emília, az állam- és jogtudomány doktora

### 2001
- Arató Mátyás, a matematikai tudomány doktora
- Bánóczy Jolán, az orvostudomány doktora
- Berlász Jenő, a történelemtudomány doktora
- Joó István, a műszaki tudomány doktora
- Röhlich Pál, az orvostudomány doktora
- Tajnafői József, a műszaki tudomány doktora
- T. Erdélyi Ilona, az irodalomtudomány doktora

### 2000
- Augusztinovics Mária, a közgazdaság-tudomány doktora
- Diófási Lajos, a mezőgazdasági tudomány doktora
- Fényes Tibor, a fizikai tudomány doktora
- Kucsman Árpád, a kémiai tudomány doktora
- Rába György, az irodalomtudomány doktora
- Retter Gyula, a műszaki tudomány doktora
- Varró Vince, az orvostudomány doktora

### 1999
- Egriné Abaffy Erzsébet, a nyelvtudomány doktora
- Gozmány László, a biológiai tudomány doktora
- Jakucs László, a földrajztudomány doktora
- Kubinyi András MTA levelező tag (a kitüntetés elnyerésekor még a történelemtudomány doktora)
- Paulik Ferenc, a kémiai tudomány doktora
- Sarkadi János, a mezőgazdasági tudomány doktora
- Szép Jenő, a matematikai tudomány doktora

### 1998
- Bálint Andor, a biológiai tudomány doktora
- Bodnár György, az irodalomtudomány doktora
- Csókás János, a műszaki tudomány doktora
- Endrei Walter, a történelemtudomány doktora
- Gárdos György, a biológiai tudomány doktora
- Kerkápoly Endre, a műszaki tudomány doktora
- Koch Sándor, a biológiai tudomány doktora
- Kovacsics József, az állam- és jogtudomány doktora
- Surányi János, a matematikai tudomány doktora
- Szabó Lajos, a kémiai tudomány doktora

### 1997
- Bán Gábor, a műszaki tudomány doktora
- Borsa Iván, a történelemtudomány doktora
- Csányi László, a kémiai tudomány doktora
- Károlyházy Frigyes, a fizikai tudomány doktora
- Rák Kálmán, az orvostudomány doktora
- Tamás Attila, az irodalomtudomány doktora
- Tóth Miklós, a műszaki tudomány doktora
- Uherkovich Gábor, a biológiai tudomány doktora

### 1996
- Bihari Imre, a matematikai tudomány doktora
- Déri Márta, a műszaki tudomány doktora
- Gergely István., a közgazdaság-tudomány doktora
- Káldor Mihály, a műszaki tudomány doktora
- Koltay Ede, a fizikai tudomány doktora
- Pintér István, az orvostudomány doktora
- Précsényi István, a biológiai tudomány doktora
- Szilágyi János György, a művészettörténeti tudomány doktora

### 1995
- Ecsedy Ildikó, a nyelvtudomány doktora
- Kelemen Endre, az orvostudomány doktora
- Ketskeméty István, a fizikai tudomány doktora
- Mistéth Endre, a műszaki tudomány doktora
- Polgár László, a biológiai tudomány doktora
- Stegena Lajos, a földtudomány doktora
- Szamel Lajos, az állam- és jogtudomány doktora
- Vincze István, a matematikai tudomány doktora

### 1994
- Csepregi Pál, a mezőgazdasági tudomány doktora
- Messmer András, a kémiai tudomány doktora
- Sashegyi Oszkár, a történelemtudomány doktora
- Simon Miklós, az orvostudomány doktora
- Simon Tibor, a biológiai tudomány doktora
- Somogyi Antal, a fizikai tudomány doktora
- Szénássy Barna, a matematikai tudomány doktora
- Vajda György Mihály, az irodalomtudomány doktora
- Vanyó Tihamér egyetemi magántanár, a Pannonhalmi Szent Benedek Rend magántanára

### 1993
- Balogh Kálmán, a földtudomány doktora
- Bocz Ernő, a mezőgazdasági tudomány doktora
- Csillik Bertalan, a biológiai tudomány doktora
- Géher Károly, a műszaki tudomány doktora
- H. Balázs Éva, a történelemtudomány doktora
- Mestyán Gyula, az orvostudomány doktora
- Tarnóczy Tamás, a fizikai tudomány doktora
- Török Tibor, a kémiai tudomány doktora